# Patricio Aguirre Andrade
Patricio Aguirre Andrade (Ciudad de México, 27 de mayo de 1907-ibid., 14 de noviembre de 1980) fue un médico y político mexicano, miembro del Partido Acción Nacional (PAN). Fue diputado federal de 1955 a 1958.

## Biografía
Transcurrió su infancia en la ciudad de Aguascalientes, donde realizó los estudios de primaria, secundaria y preparatoria. Fue médico cirujano egresado de la Universidad Nacional Autónoma de México (UNAM), donde se tituló con la tesis «Transfusiones de sangre de cadáveres a personas vivas; especialista en conservación de tejidos».
Se dedicó al ejercicio particular de su profesión, fue médico de la empresa Compañía de Tranvías de México y laboratorista y cirujano en el Hospital Inglés. Fue también propietario de una empresa del ramo textil. 
En 1952 fue elegido diputado federal por el Distrito 3 del Distrito Federal, siendo diputado propietario Felipe Gómez Mont, para la XLII Legislatura. No fue llamado a ejercer la diputación. En 1955 fue postulado como candidato del PAN a diputado federal, esta vez en propiedad, por el mismo Distrito 3 del Distrito Federal, resultando elegido para la XLIII Legislatura de dicho año al de 1958. En dicha legislatura fue integrante de las comisiones de la Industria Azucarera; y, 1a. de Medios General de Comunicación.
Fue miembro fundador del PAN. De 1953 a 1959 fue consejero nacional, de 1954 a 1955 fue integrante del comité regional del PAN en el Distrito Federal y de 1957 a 1959 integrante del comité ejecutivo nacional.